# Aureliano Coutinho, visconte di Sepetiba
Aureliano de Sousa e Oliveira Coutinho, visconte di Sepetiba (Niterói, 21 luglio 1800 – Niterói, 25 settembre 1855), è stato un politico brasiliano.
Fu il leader della fazione di corte, partito politico costituito da nobili di alto rango e famosi politici che esercitarono una forte influenza sull'imperatore Pietro II durante i suoi primi anni.

## Carriera
Si iscrisse alla scuola militare per poi studiare scienze naturali presso l'Università di Coimbra. Tornò in Brasile nel 1825, per essere inviato come giudice a São João del Rei.
Fu nominato vicedirettore generale, nel Minas Gerais. Più tardi è stato eletto presidente della provincia di San Paolo (5 gennaio-17 aprile 1831), e Rio de Janeiro (12 aprile 1844-1º gennaio 1845 e 1845-4 aprile 1848). A Rio de Janeiro fu responsabile per la costruzione del canale Magé e una nuova strada di Serra da Estrela.
Fu anche ministro della Giustizia (1832-1834) e degli affari esteri (23 maggio 1833-16 gennaio 1835 e poi nel 1841), e senatore dell'Impero del Brasile (1843-1855). Fu membro fondatore e vicepresidente dell'Istituto storico e geografico brasiliano.